# Malebogo Molefhe
Malebogo Molefhe (c. 1980) es una activista y exjugadora de baloncesto de Botsuana. Se convirtió en activista contra la violencia de género después de recibir ocho disparos. En 2017, recibió el Premio Internacional a las Mujeres de Coraje.

## Biografía
Molefhe nació en 1980. Jugó en la selección nacional de baloncesto de Botsuana, deporte que comenzó a practicar profesionalmente a los 18 años. Reside en Manyana.
Su exnovio la atacó en 2009, cuando tenía 29 años. En el ataque, la disparó ocho veces. El atacante se suicidó con un disparo. Malebogo sobrevivió y se recuperó del ataque, aunque sufrió una lesión en la columna que le dejó en silla de ruedas.
Malebogo se ha convertido en un defensora de las supervivientes de violencia de género (GBV) y violencia doméstica en la radio de Botsuana. Ha organizado talleres y facilitado capacitaciones con organizaciones estatales y no gubernamentales en Botsuana.
Malebogo ha formado a las jóvenes para reforzar su autoestima para que puedan resistir la opresión de género y otros tipos de abuso doméstico. Junto con el Ministerio de Educación de Botsuana, creó un programa para que los niños aprendan sobre la violencia de género en el hogar. Además, Malebogo también fomenta los deportes paralímpicos y los deportes para mujeres en general.
El 29 de marzo de 2017, fue reconocida, junto a 12 mujeres más de diferentes nacionalidades, por el Departamento de Estado de los EE. UU. y recibieron el Premio Internacional a las Mujeres Coraje en Washington D. C. Fue la primera mujer de Botsuana en recibir dicho premio. Como anunció el Fondo de Población de las Naciones Unidas, más de dos tercios de las mujeres de Botsuana se han enfrentado a algún tipo de violencia de género en su vida.